# Perimachetus
Perimachetus är ett släkte av skalbaggar. Perimachetus ingår i familjen vivlar.
Kladogram enligt Catalogue of Life:
| Perimachetus | \| \| Perimachetus australis \| \| \| \| \| \| Perimachetus tenebricosus \| \| \| \| |
|              | \| \| Perimachetus australis \| \| \| \| \| \| Perimachetus tenebricosus \| \| \| \| |
|              | Perimachetus australis                                                               |
|              |                                                                                      |
|              | Perimachetus tenebricosus                                                            |
|              |                                                                                      |